# حظيرة طائرات

مقطع مجسم لحظيرة طائرات

حظيرة الطائرات هي بناء صالة كبيرة واسعة قد يقود سقفها مقوسا وخفيفا لضخامة الصالة، تستخدم كورش لصناعة أو صيانة طائرات كبيرة أو صغيرة. وتصمم كمخزن لحماية وحفظ الطائرات، هذا عدا أنها تستخدم للصيانة. معظم الحظائر الجديدة مبنية من المعدن وقد تستخدم الخشب أو الأسمنت المسلح لجدرانها.
تستخدم تلك الحظائر لحماية الطائرة من الأجواء السيئة ومن أشعة الشمس، بالإضافة إلى أنها تستخدم
لصيانة الطائرات وتصنيعها وتركيبها وكمخازن للطائرات. بعض هناجر حفظ الطائرات تكون موجودة على حاملات طائرات أو سفن.

## البدايات

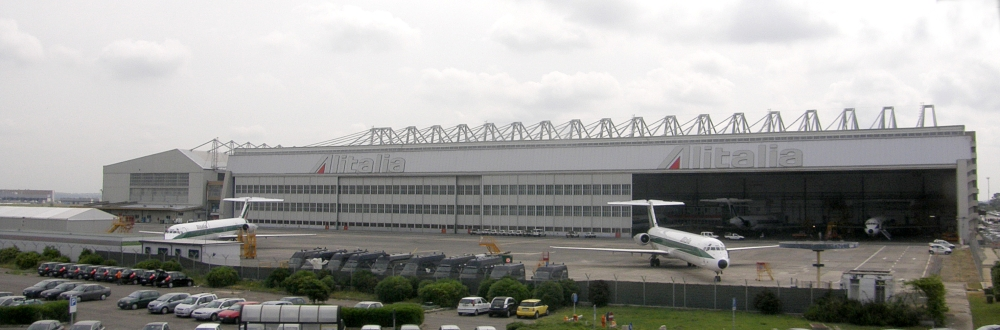
هنجر طائرات شركة أليطاليا في مطار روما.

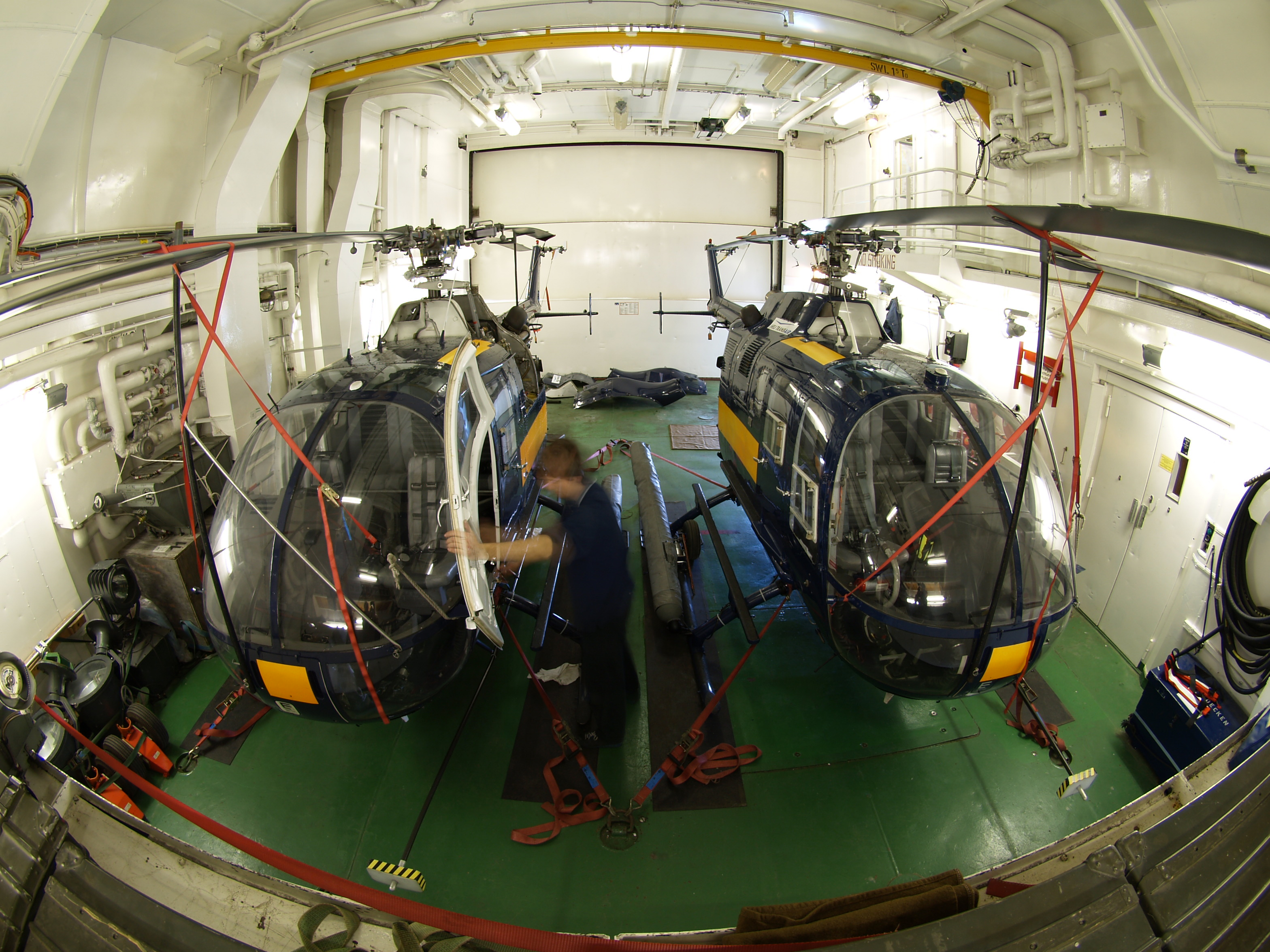
هنجر مروحيتين على سفينة بحوث بولارشتيرن التي تدرس مناخ القطب الشمالي والقطب الجنوبي.

بدأ باستخدام الحظيرة بواسطة كارل نيبرج لحفظ طائرته المسماة "Flugan" بأواخر القرن ال‍ 19 وأوائل القرن العشرين.
نزل لويس بليرويت عام 1909 اضطراريا بطائرته في مزرعة ماشية بشمال فرنسا، وادخل طائرته داخل حظيرة الماشية وتسمى «هنجر» Hangar ، وقد كان في حالة سباق كأول طيار يجتاز المانش بطائرته. بعدها بفترة طلب من شركة الحديد والصلب إنشاء 3 حظائر طائرات وأسماها باسمها الأصلي Hangar، وقد استمرت الشركة الصانعة بعمل الحظائر بالإسم الأصلي.
إخوان رايت كانوا يخزنون طائرتهم بحظائر خشبية بولاية كارولينا الشمالية.
أحد أضخم الحظائر المبنية موجودة بما كان يسمى القوات الجوية السوفيتية. وقد أضحت الآن مخزنا لأشجار الغابات المطرية. توجد حظيرة طيران أخرى ضخمة موجودة بتايلند مساحتها 885*295*115 قدم، وحظيرة أخرى بالولايات المتحدة مساحتها 1,133*308*198 قدم، وأخرى بمطار فلتون بإنجلترا مساحتها 1,155*115*263 قدم.

## مقالات ذات صلة
- موقف الطائرات